# Fabien Lefèvre
Fabien Lefèvre (Orleans, 18 de junio de 1982) es un deportista francés que compitió en piragüismo en la modalidad de eslalon. En el año 2014 compitió bajo la bandera de los Estados Unidos.
Participó en dos Juegos Olímpicos de Verano, obteniendo una medalla de plata en Pekín 2008 y una de bronce en Atenas 2004, ambas en la prueba de K1 individual.
Ganó catorce medallas en el Campeonato Mundial de Piragüismo en Eslalon entre los años 2002 y 2014, y dos medallas de bronce en el Campeonato Europeo de Piragüismo en Eslalon, en los años 2009 y 2011.

## Palmarés internacional
| Representando a Francia        |                               |                   |                |
| Juegos Olímpicos               |                               |                   |                |
| Año                            | Lugar                         | Medalla           | Competición    |
| 2004                           | Atenas (Grecia)               | Medalla de bronce | K1 individual  |
| 2008                           | Pekín (China)                 | Medalla de plata  | K1 individual  |
| Campeonato Mundial             |                               |                   |                |
| Año                            | Lugar                         | Medalla           | Competición    |
| 2002                           | Bourg-Saint-Maurice (Francia) | Medalla de oro    | K1 individual  |
| 2002                           | Bourg-Saint-Maurice (Francia) | Medalla de bronce | K1 por equipos |
| 2003                           | Augsburgo (Alemania)          | Medalla de oro    | K1 individual  |
| 2005                           | Penrith (Australia)           | Medalla de oro    | K1 por equipos |
| 2005                           | Penrith (Australia)           | Medalla de plata  | K1 individual  |
| 2006                           | Praga (República Checa)       | Medalla de oro    | K1 por equipos |
| 2010                           | Liubliana (Eslovenia)         | Medalla de oro    | C2 por equipos |
| 2010                           | Liubliana (Eslovenia)         | Medalla de plata  | K1 por equipos |
| 2010                           | Liubliana (Eslovenia)         | Medalla de plata  | C2 individual  |
| 2011                           | Bratislava (Eslovaquia)       | Medalla de oro    | C2 por equipos |
| 2011                           | Bratislava (Eslovaquia)       | Medalla de plata  | K1 por equipos |
| 2011                           | Bratislava (Eslovaquia)       | Medalla de plata  | C2 individual  |
| 2011                           | Bratislava (Eslovaquia)       | Medalla de bronce | K1 individual  |
| Campeonato Europeo             |                               |                   |                |
| Año                            | Lugar                         | Medalla           | Competición    |
| 2009                           | Nottingham (Reino Unido)      | Medalla de bronce | K1 por equipos |
| 2011                           | Seo de Urgel (España)         | Medalla de bronce | K1 por equipos |
| Representando a Estados Unidos |                               |                   |                |
| Campeonato Mundial             |                               |                   |                |
| Año                            | Lugar                         | Medalla           | Competición    |
| 2014                           | Deep Creek (Estados Unidos)   | Medalla de oro    | C1 individual  |